# Julie Lampe
Julie Christensen Lampe, född 13 juli 1870 i Bergen, död 20 december 1948, var en norsk skådespelare.
Lampe debuterade 1888 vid Den Nationale Scene och var där till 1899. Mellan 1901 och 1935 var hon en av Nationaltheatrets främsta krafter, som särskilt i den klassiska komedin tolkade roller som Magdelone i Ludvig Holbergs Den jäktade, Mette i Johan Herman Wessels Kärlek utan strumpor och mor Aase i Henrik Ibsens Peer Gynt. Hon spelade även med värme tragiska roller som amman i August Strindbergs Fadren.

## Filmroller
- 1926 – Glomdalsbruden
- 1927 – Den glade enke i Trangvik
- 1927 – Trollälgen
- 1931 – Det stora barndopet
- 1933 – Op med hodet!